# قشلاق باقرسلی علی سهامی
قشلاق باقرسلی علی سهامی یک روستا در ایران است که در استان اردبیل واقع شده‌است. قشلاق باقرسلی علی سهامی ۲۷ نفر جمعیت دارد.